# Drużynowe mistrzostwa Bułgarii w szachach kobiet
Drużynowe mistrzostwa Bułgarii w szachach kobiet – drużynowe rozgrywki szachowe w Bułgarii, organizowana przez Byłgarską federaciję po szachmat 2022. Zwycięzca rozgrywek zostaje mistrzem Bułgarii. Mistrzostwa odbywają się od 1968 roku.

## Medaliści
| Sezon | 1. miejsce                     | 2. miejsce                     | 3. miejsce                     | Źródło                     |
| ----- | ------------------------------ | ------------------------------ | ------------------------------ | -------------------------- |
| 1968  | Łokomotiw Sofia                | Akademik Sofia                 | CSKA Septemwrijsko Zname Sofia | [ 1 ]                      |
| 1969  | Akademik Sofia                 | Sławia Sofia                   | Czerno More Warna              | [ 1 ]                      |
| 1970  | ŻSK-Sławia Sofia               | Akademik Sofia                 | Czerno More Warna              | [ 1 ]                      |
| 1971  | Akademik Sofia                 | Łokomotiw Sofia                | ŻSK-Spartak Sofia              | [ 1 ]                      |
| 1972  | CSKA Septemwrijsko Zname Sofia | Sławia Sofia                   | Czerno More Warna              | [ 1 ]                      |
| 1973  | Rozowa Dolina Kazanłyk         | Akademik Sofia                 | CSKA Septemwrijsko Zname Sofia | [ 1 ]                      |
| 1974  | Akademik Sofia                 | Sławia Sofia                   | CSKA Septemwrijsko Zname Sofia | [ 1 ]                      |
| 1975  | Sławia Sofia                   | Łokomotiw Płowdiw              | Akademik Sofia                 | [ 1 ]                      |
| 1976  | Sławia Sofia                   | Łokomotiw Płowdiw              | CSKA Septemwrijsko Zname Sofia | [ 1 ]                      |
| 1977  | Łokomotiw Płowdiw              | Sławia Sofia                   | Minjor Pernik                  | [ 1 ]                      |
| 1978  | Minjor Pernik                  | Akademik Sofia                 | Łokomotiw Płowdiw              | [ 1 ]                      |
| 1979  | Sportist Kremikowci            | Łokomotiw Płowdiw              | Minjor Pernik                  | [ 1 ]                      |
| 1980  | Sportist Kremikowci            | Łokomotiw Płowdiw              | Akademik Sofia                 | [ 1 ]                      |
| 1981  | Akademik Sofia                 | Sportist Kremikowci            | Minjor Pernik                  | [ 1 ]                      |
| 1982  | Sportist Kremikowci            | Łokomotiw Sofia                | Sławia Sofia                   | [ 1 ]                      |
| 1983  | Sławia Sofia                   | Łokomotiw Płowdiw              | CSKA Septemwrijsko Zname Sofia | [ 1 ]                      |
| 1984  | Łokomotiw Płowdiw              | Akademik Sofia                 | CSKA Septemwrijsko Zname Sofia | [ 1 ]                      |
| 1985  | Łokomotiw Płowdiw              | Akademik Sofia                 | Sławia Sofia                   | [ 1 ]                      |
| 1986  | Łokomotiw Płowdiw              | CSKA Septemwrijsko Zname Sofia | Akademik Sofia                 | [ 1 ]                      |
| 1987  | Łokomotiw Płowdiw              | Sławia Sofia                   | Lewski-Spartak Sofia           | [ 1 ]                      |
| 1988  | Łokomotiw Płowdiw              | CSKA Septemwrijsko Zname Sofia | Sławia Sofia                   | [ 1 ]                      |
| 1989  | Sławia Sofia                   | Lewski-Spartak Sofia           | Łokomotiw Płowdiw              | [ 1 ]                      |
| 1990  | Sławia Sofia                   | Keramik Elin Pelin             | Łokomotiw Płowdiw              | [ 1 ]                      |
| 1991  | Łokomotiw Płowdiw              |                                |                                | [ 1 ]                      |
| 1992  | brak danych                    | brak danych                    | brak danych                    | brak danych                |
| 1993  | Sławia Sofia                   | Polet Plewen                   | Karat Sofia                    | [ 1 ]                      |
| 1994  | Łokomotiw Płowdiw              | Polet Plewen                   | Akademik Sofia                 | [ 1 ]                      |
| 1995  | Łokomotiw Płowdiw              | Spartak Płowdiw                | Akademik Sofia                 | [ 1 ]                      |
| 1996  | Łokomotiw Płowdiw              |                                |                                | [ 1 ]                      |
| 1997  | Spartak-Finteks Płowdiw        | Polet Plewen                   | Feribot-Debjut Orjachowo       | [ 1 ]                      |
| 1998  | Łokomotiw Płowdiw              |                                |                                | [ 1 ]                      |
| 1999  | Łokomotiw Płowdiw              | Spartak Płowdiw                | Łokomotiw Sofia                | [ 1 ]                      |
| 2000  | Szach XXI Sofia                | Łokomotiw Płowdiw              | Łokomotiw Sofia                | [ 1 ]                      |
| 2001  | Łokomotiw Płowdiw              | Szach XXI Sofia                | Łokomotiw 2000 Płowdiw         | [ 2 ]                      |
| 2002  | Łokomotiw Sofia                | Łokomotiw 2000 Płowdiw         | Łokomotiw Płowdiw              | [ 1 ]                      |
| 2003  | Łokomotiw Płowdiw              | Łokomotiw Sofia                | Łokomotiw 2000 Płowdiw         | [ 1 ]                      |
| 2004  | Łokomotiw 2000 Płowdiw         | Łokomotiw Płowdiw              | Szach XXI Sofia                | [ 1 ]                      |
| 2005  | Łokomotiw Płowdiw              | Szach XXI Sofia                | Łokomotiw 2000 Płowdiw         | [ 3 ]                      |
| 2006  | Szach XXI Sofia                | Łokomotiw Płowdiw              | Łokomotiw 2000 Płowdiw         | [ 4 ]                      |
| 2007  | Szach XXI Sofia                |                                |                                | [ 1 ]                      |
| 2008  | Łokomotiw 2000 Płowdiw         | Łokomotiw Płowdiw              | Szach XXI Sofia                | [ 5 ]                      |
| 2009  | Łokomotiw Sofia                | Łokomotiw 2000 Płowdiw         | Łokomotiw Płowdiw              | [ 6 ]                      |
| 2010  | CSKA Sofia                     | Łokomotiw 2000 Płowdiw         | Łokomotiw Płowdiw              | [ 7 ]                      |
| 2011  | Szach XXI Sofia                | Łokomotiw Płowdiw              | CSKA Sofia                     | [ 8 ]                      |
| 2012  | Łokomotiw 2000 Płowdiw         | CSKA Sofia                     | Szach XXI Sofia                | [ 9 ]                      |
| 2013  | Szach XXI Sofia                | Łokomotiw Płowdiw              | CSKA Sofia                     | [ 10 ]                     |
| 2014  | Łokomotiw Płowdiw              | Szach XXI Sofia                | CSKA Sofia                     | [ 11 ]                     |
| 2015  | Łokomotiw Płowdiw              | Burgas 64                      | Szach XXI Sofia                | [ 12 ]                     |
| 2016  | Burgas 64                      | Łokomotiw 2000 Płowdiw         | Łokomotiw Płowdiw              | [ 13 ]                     |
| 2017  | Łokomotiw 2000 Płowdiw         | ChessBomb Płowdiw              | Łokomotiw Płowdiw              | [ 14 ]                     |
| 2018  | Łokomotiw Płowdiw              | Łokomotiw 2000 Płowdiw         | Debjut Orjachowo               | [ 15 ]                     |
| 2019  | Łokomotiw Płowdiw              | ChessBomb Płowdiw              | Marica-Iztok Radnewo           | [ 16 ]                     |
| 2020  | mistrzostwa nie odbyły się     | mistrzostwa nie odbyły się     | mistrzostwa nie odbyły się     | mistrzostwa nie odbyły się |
| 2021  | Asenowec 2006 Asenowgrad       | Szach XXI Sofia                | Łokomotiw Płowdiw              | [ 17 ]                     |
| 2022  | ChessBomb Płowdiw              | Łokomotiw Płowdiw              | Szach XXI Sofia                | [ 18 ]                     |
| 2023  | Łokomotiw Płowdiw              | Victory Błagojewgrad           | Sławia Sofia                   | [ 19 ]                     |
| 2024  | Spartak Plewen XXI             | Victory Błagojewgrad           | Odesos Warna                   | [ 20 ]                     |